# Erkki Kurenniemi
Erkki Kurenniemi (Hämeenlinna, 10 luglio 1941 – Helsinki, 1º maggio 2017) è stato un artista, compositore e filosofo finlandese, pioniere dell'informatica, della musica elettronica e della multimedialità.

## Biografia
Kurenniemi nacque a Hämeenlinna nel 1941. Tra il 1962 e il 1974, mentre lavorava come assistente per il dipartimento musicale dell'Università di Helsinki, Kurenniemi costruì dieci strumenti musicali e apparecchiature di studio oltre al primo studio di musica elettronica pubblico della Finlandia. Nello stesso periodo registrò anche svariate tracce a suo nome e fu assistente di altri compositori come Erkki Salmenhaara. Tra le sue composizioni vi sono On-Off (1963) e Andropodien Tanssi (1964), apparsa con il nome The Dance of the Anthropoids nell'album dei Wigwam Tombstone Valentine (1970). Diresse anche quattordici film, il primo dei quali è Electronics in the World of Tomorrow del 1964. Nel 2003 gli venne conferito un premio dal Ministero dell'educazione e della cultura finlandese. L'anno seguente divenne membro onorario dell'Università Aalto di design, arte e cultura. Nel 2011 il presidente finlandese Tarja Halonen gli assegnò la medaglia Pro-Finlandia dell'Ordine del Leone. L'artista morì nel 2017.

## Pensiero filosofico
Kurenniemi era convinto che in un futuro non lontano, grazie ai progressi della medicina, l'umanità sarebbe diventata immortale e avrebbe trasformato il pianeta Terra in un enorme museo; di fronte alla prospettiva di «centomila anni di vita monotona» e «senz'altra occupazione che lo studio dei vecchi archivi» gli umani si impegneranno a ricostruire la storia dei secoli diciannovesimo e ventesimo. Proprio per gettare le basi di questo ambizioso progetto, Kurenniemi scattava ventimila fotografie all'anno per documentare ogni aspetto della sua vita, anche i più banali.

## Nella cultura di massa
Nel 2002 gli venne dedicato il documentario The Future Is Not What Is Used to Be, diretto da Mika Taanila.

## Discografia

### Album in studio
- 2011 – Rakkaus tulessa (con Circle)
- 2011 – DRY ’73-9-8
- 2012 – Rules
- 2013 – Sähkö-shokki-ilta (con Claes Andersson, Kalevi Seilonen e Otto Donner)

### Compilation
- 2002 – Äänityksiä/Recordings 1963–1973

## Filmografia

### Come regista
- Electronics in the World of Tomorrow, 1964
- Winterreise, 1964
- Flora & Fauna, 1965
- Tavoiteltu kaunotar, 1965
- Computer Music, 1966
- Elämän reikänauha, 1967
- Ex nihilo, 1968
- Huumaava elämänlanka. 1968
- Tuli ja vesi, 1968
- Talo, 1969
- Sex Show 1 & 2, 1969
- Joulumysteeri, 1969
- Firenze, 1970
- Carnaby Street, 1971